# East West Bancorp
East West Bancorp — є материнською компанією East West Bank. Станом на 18 квітня 2019 року це державна компанія з активами в 42,1 мільярда доларів. Дочірня компанія, що повністю належить компанії, East West Bank, є найбільшим державним банком Каліфорнії станом на 2023 рік.

## Операції
Вона зосереджена виключно на ринках Сполучених Штатів і Великого Китаю та працює в понад 120 місцях по всьому світу, зокрема в Каліфорнії, Джорджії, Массачусетсі, Неваді, Нью-Йорку, Техасі та Вашингтоні. У Китаї є філії з повним набором послуг у Гонконзі, Шанхаї, Шаньтоу та Шеньчжені та представництва в Пекіні, Чунціні, Гуанчжоу та Сямень. Надає як роздрібні, так і комерційні банківські послуги.

## Історія
У 1973 році East West Federal Bank (нині East West Bank) заснували Ф. Чоу Чан, Бетті Том Чу, Річард К. Куан, Гілберт Л. Леонг, Філіп Чоу, Джон Нуччіо, Крістофер Л. Почіно та Джон М. Лі. Його основна увага полягала в обслуговуванні американської китайської громади в південній Каліфорнії.
28 травня 1999 року East West Bancorp завершила операцію з придбання First Central Bank, NA за 13,5 мільйонів доларів США в рамках угоди за всі готівкові кошти.

## Управління
У 1992 році Домінік Нг був призначений головою, генеральним директором і президентом. Який замінив Келлога Чана, який пішов на пенсію. У січні 2010 року Ірен Х. О отримала посаду виконавчого віце-президента та фінансового директора. Вона замінила Томаса Дж. Толду, який пішов у відставку. Грегорі Л. Гайєтт був призначений президентом і головним операційним директором у жовтні 2016 року.